# Liste der Biografien/Trz
Liste der Biografien |
Portal Biografien |
Personensuche
# |
A |
B |
C |
D |
E |
F |
G |
H |
I |
J |
K |
L |
M |
N |
O |
P |
Q |
R |
S |
T |
U |
V |
W |
X |
Y |
Z |
?
 
Ta |
Tc |
Te |
Tf |
Tg |
Th |
Ti |
Tj |
Tk |
Tl |
Tm |
To |
Tq |
Tr |
Ts |
Tu |
Tv |
Tw |
Tx |
Ty |
Tz
 
Tra |
Trb |
Trc |
Trd |
Tre |
Trg |
Trh |
Tri |
Trj |
Trk |
Trm |
Trn |
Tro |
Trp |
Trs |
Trt |
Tru |
Try |
Trz
Die Liste der Biografien führt alle Personen auf, die in der deutschsprachigen Wikipedia einen Artikel haben. Dieses ist eine Teilliste mit 25 Einträgen von Personen, deren Namen mit den Buchstaben „Trz“ beginnt.

## Trz

### Trza
- Tržan, Gordana (* 1974), serbische Pop-Sängerin
- Trzaska, Mikołaj (* 1966), polnischer Jazzmusiker
- Trzaskalik, Christoph (1943–2003), deutscher Rechtswissenschaftler
- Trzaskalski, Piotr (* 1964), polnischer Filmregisseur
- Trzaskowski, Andrzej (1933–1998), polnischer Jazzpianist und Komponist
- Trzaskowski, Rafał (* 1972), polnischer Politiker und MdEPRafał Trzaskowski (* 1972)

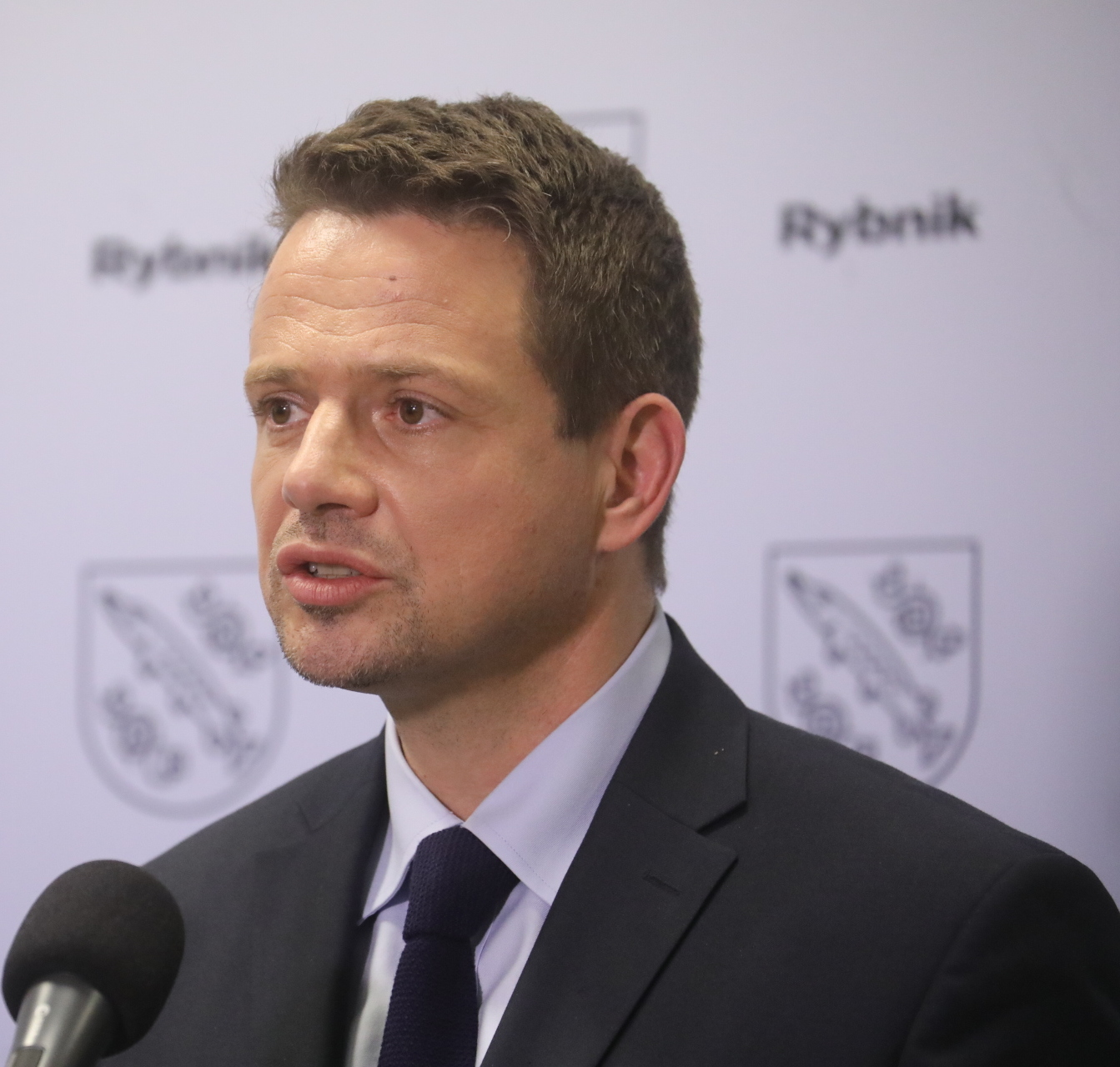
Rafał Trzaskowski (* 1972)

### Trzc
- Trzcinski, Christian von (* 1977), deutscher Eishockeyspieler
- Trzcinski, Eduard von (1874–1948), polnischer Gutsbesitzer und Politiker, MdR
- Trzciński, Zbigniew (* 1954), polnischer Designer

### Trze
- Trzebiatowski, Włodzimierz (1906–1982), polnischer Chemiker
- Trzebiatowsky, Johann Friedrich Malotki von (1784–1854), deutscher Landrat
- Trzebinski, Alfred (1902–1946), deutscher Mediziner und als SS-Hauptsturmführer KZ-Arzt
- Trzebinski, Tonio (1960–2001), kenianischer bildender Künstler
- Trzebuchowska, Agata (* 1992), polnische Schauspielerin
- Trzeciak, Georg (1886–1968), deutscher Politiker (NSDAP), MdR, MdL
- Trzeciak, Jacek (* 1971), polnischer Fußballspieler
- Trzeciak, Józef (1910–1942), polnischer Zwangsarbeiter und NS-Opfer
- Trzeciak, Mirosław (* 1968), polnischer Fußballspieler
- Trzecieski, Andrzej, polnischer Dichter
- Trzepizur, Janusz (* 1959), polnischer Hochspringer
- Trzetrzelewska, Basia (* 1954), polnische Popmusiksängerin

### Trzi
- Trziszka, Tadeusz (* 1948), polnischer Agrarwissenschaftler

### Trzm
- Trzmiel, Werner (* 1942), deutscher Leichtathlet

### Trzo
- Trzonek, Henryk (1912–1943), polnischer Bratschist
- Trzoß, Siegfried (* 1944), deutscher Moderator, Texter, Sänger und Buchautor